# Famille von Dörnberg
Les barons de Dörnberg appartiennent à la noblesse hessoise. Ils font partie de la chevalerie de l'ancienne Hesse (de) depuis sa fondation. À partir de 1732, la famille occupe la fonction de maître de cuisine héréditaire (ce qui correspond à l'intendant ou au sénéchal) dans le landgraviat de Hesse.

## Histoire
Avec Rettwardes de Doringeberc, la famille apparaît pour la première fois en 1100 comme témoin dans un document du de l'abbaye d'Hasungen. La localité de Dörnberg dans la commune de Habichtswald lui a donné son nom. Le siège principal est le château d'Herzberg (de) près de Breitenbach am Herzberg dans le bureau de Breitenbach (de) depuis 1477. De plus, la famille est propriétaire du château d'Hausen (de) (près d'Oberaula) depuis 1463.
Avec Johann Caspar Ier, la famille est élevée au rang de baron par l'empereur Léopold en 1663. Ernst Friedrich (1801-1878) obtient le statut de comte autrichien en 1865 ; cette lignée s'éteint avec son fils Ernst en 1897.

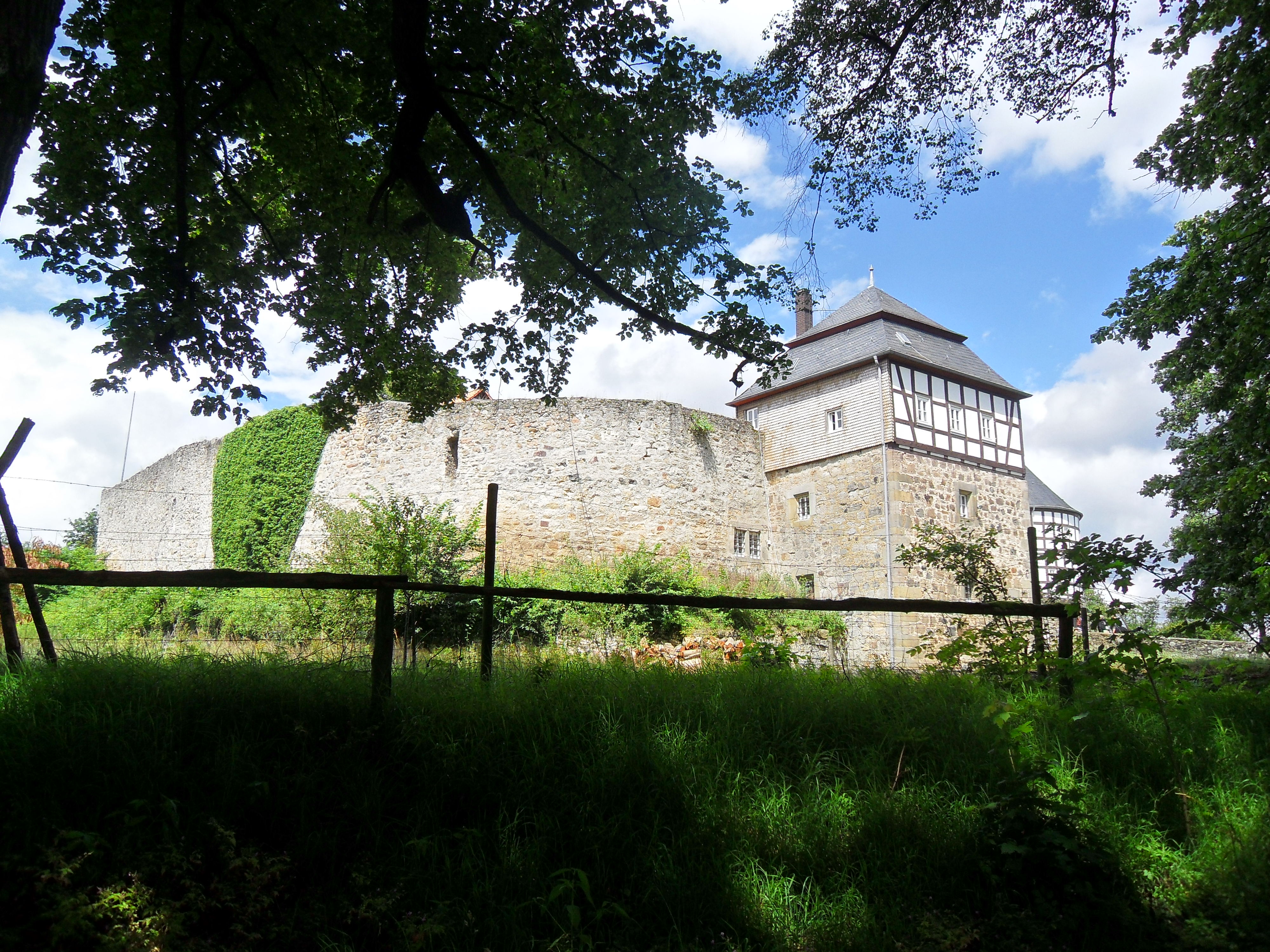
Château d'Herzberg (de), propriété de la famille depuis 1477
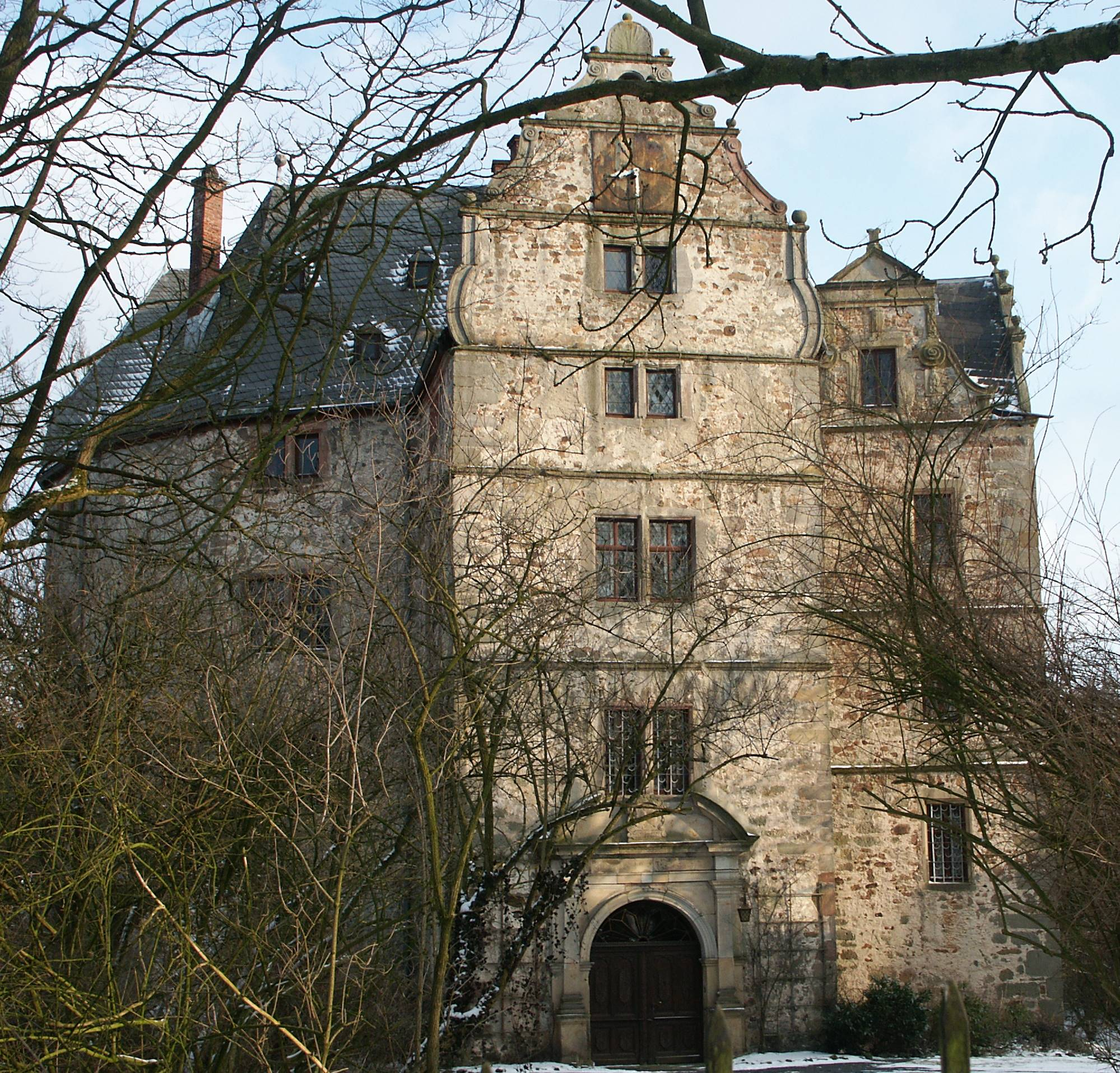
Château d'Hausen (de), propriété de la famille depuis 1463
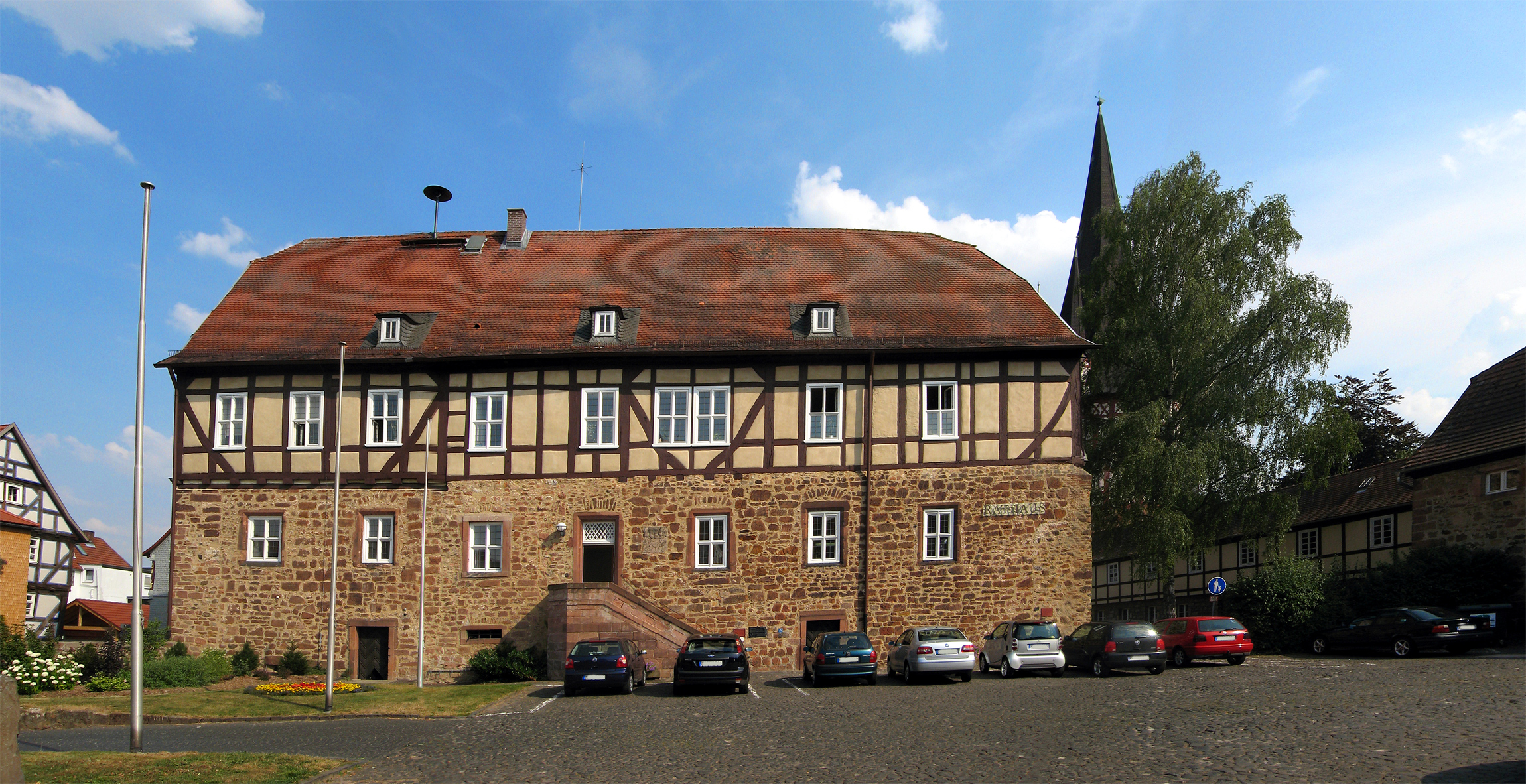
Château de Dörnberg (de) à Neustadt, propriété de la famille de 1477 à 1549
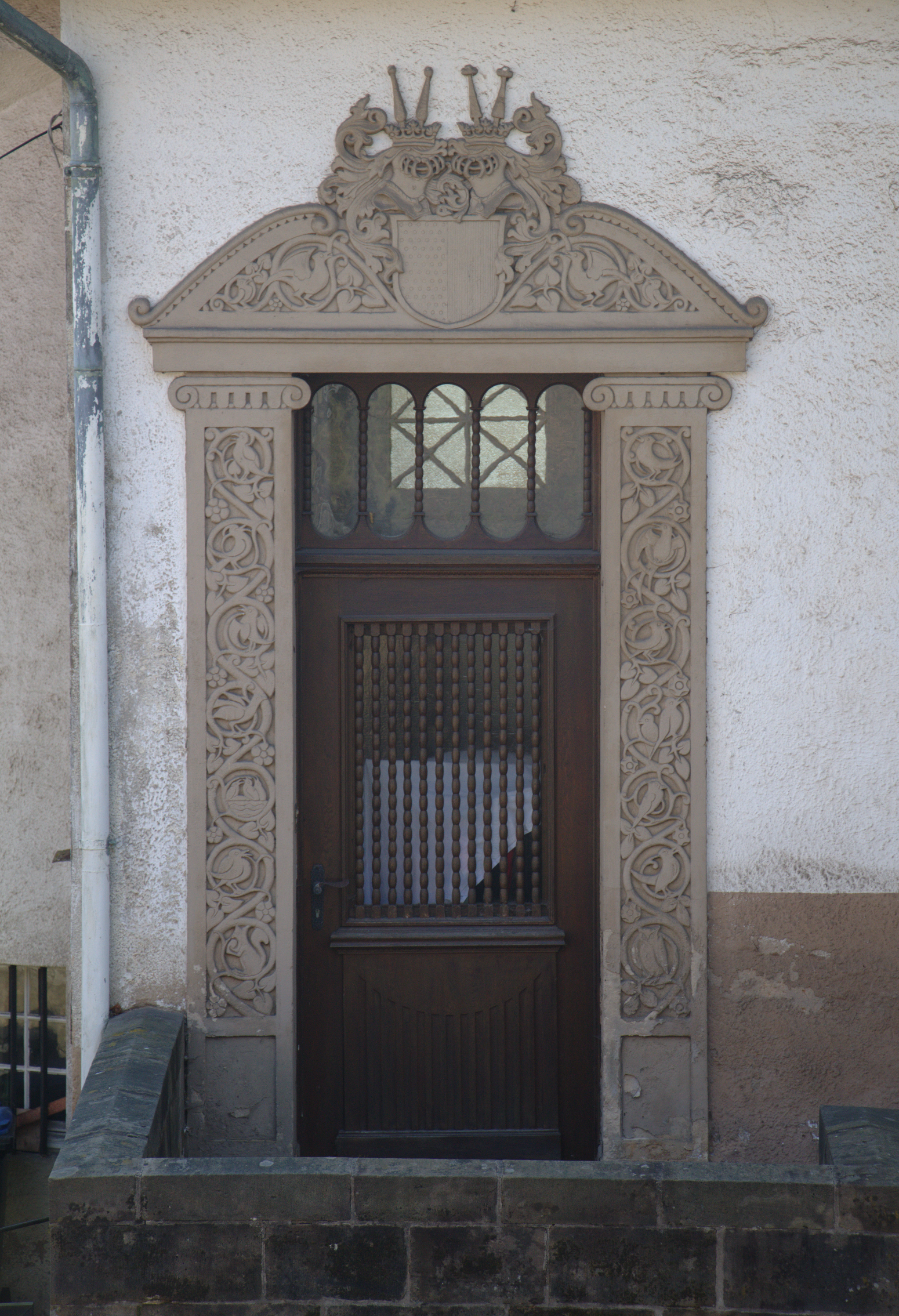
Armoiries des barons de Dörnberg sur le bâtiment officiel de Breitenbach am Herzberg
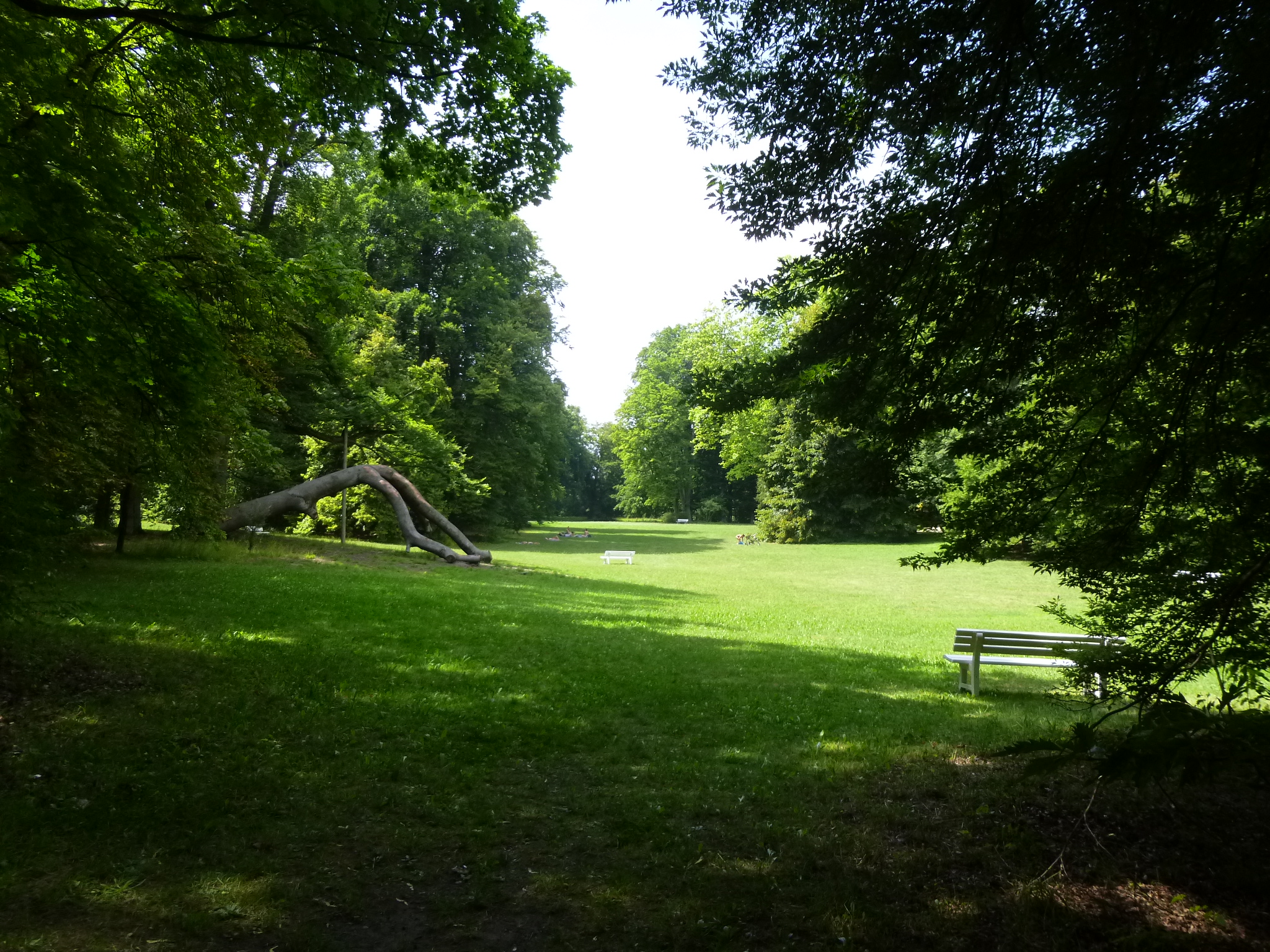
Parc Dörnberg à Ratisbonne
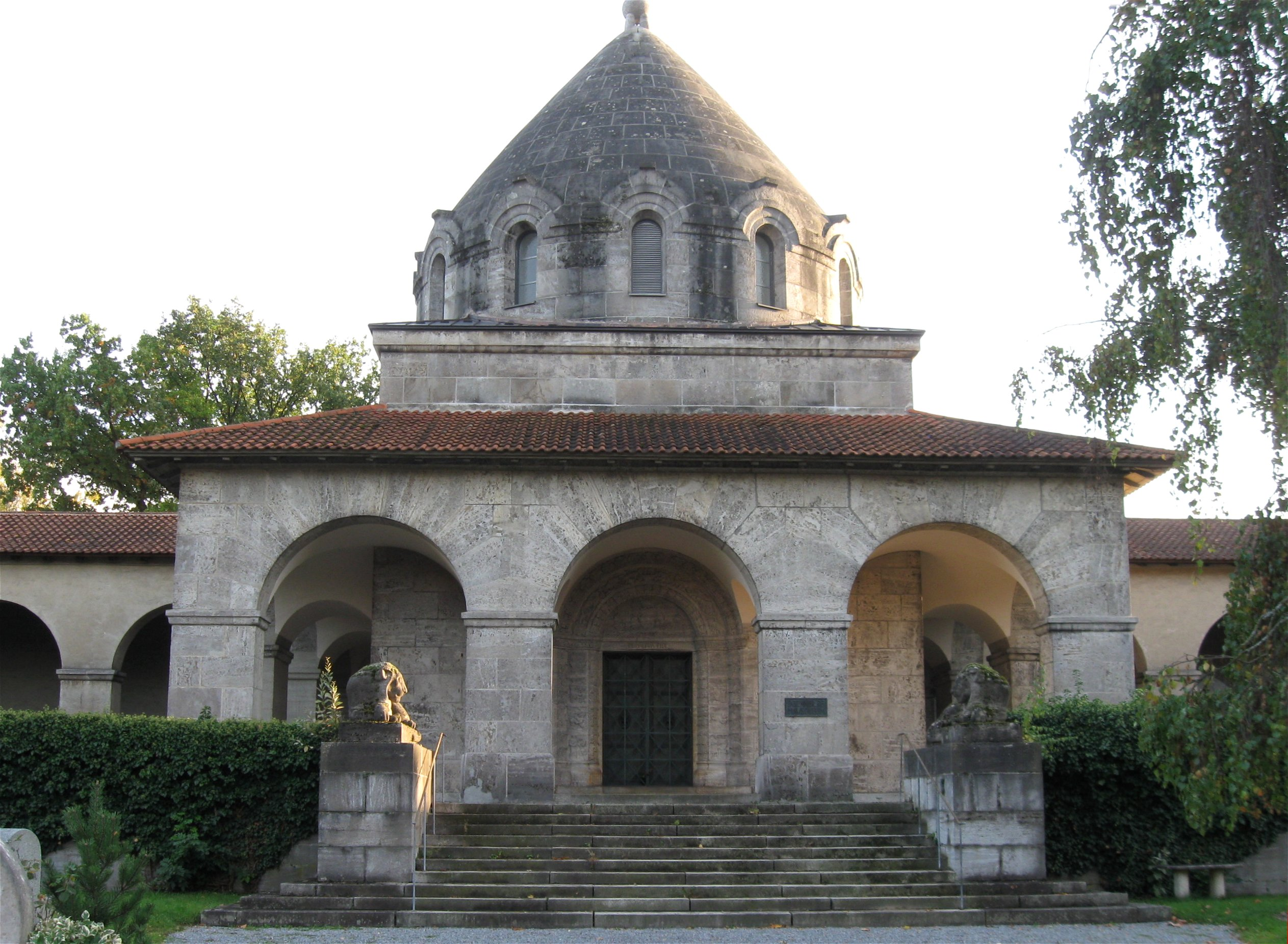
Mausolée de Dörnberg, Cimetière central de Ratisbonne (de)
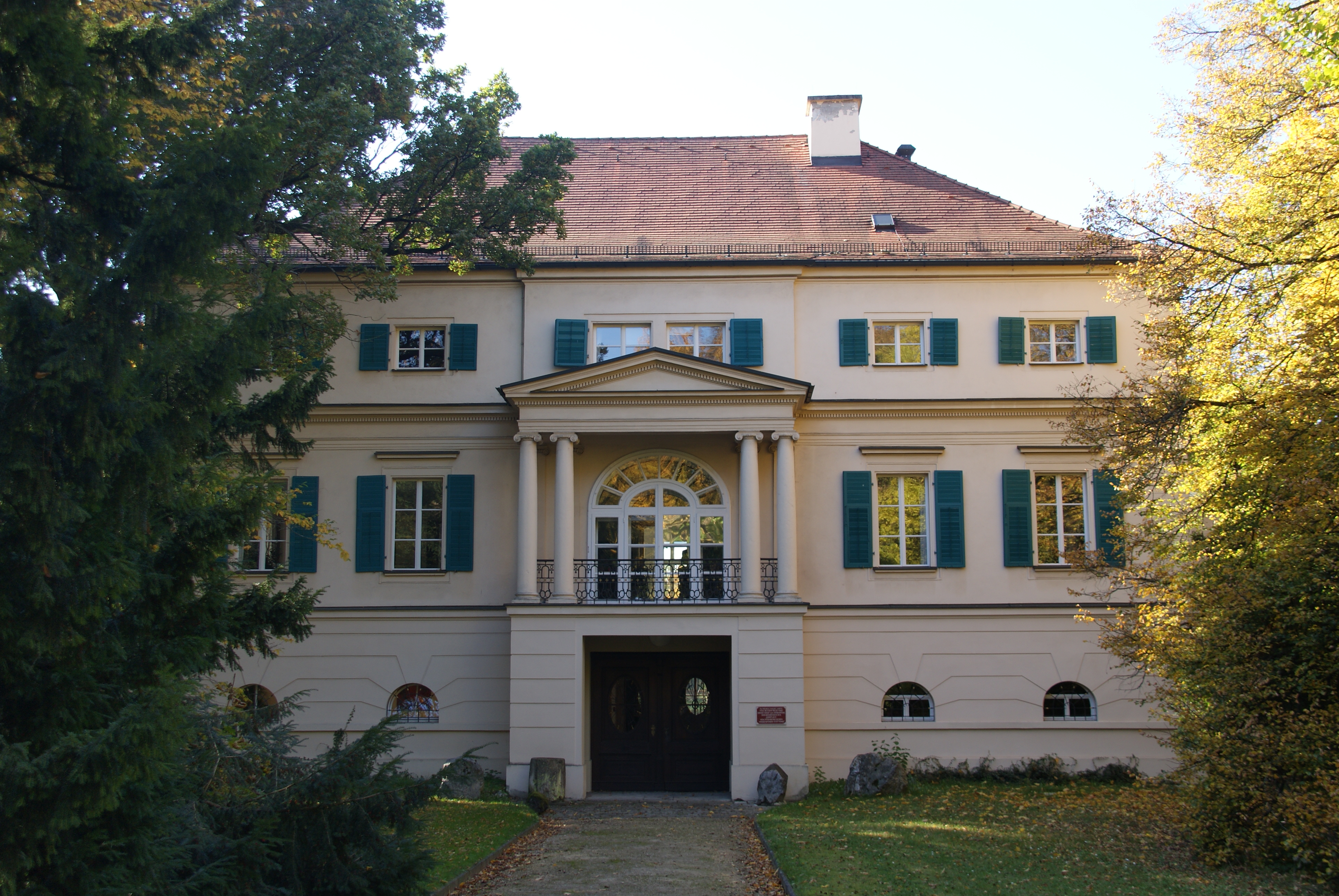
Palais Dörnberg (de), Ratisbonne

## Blason

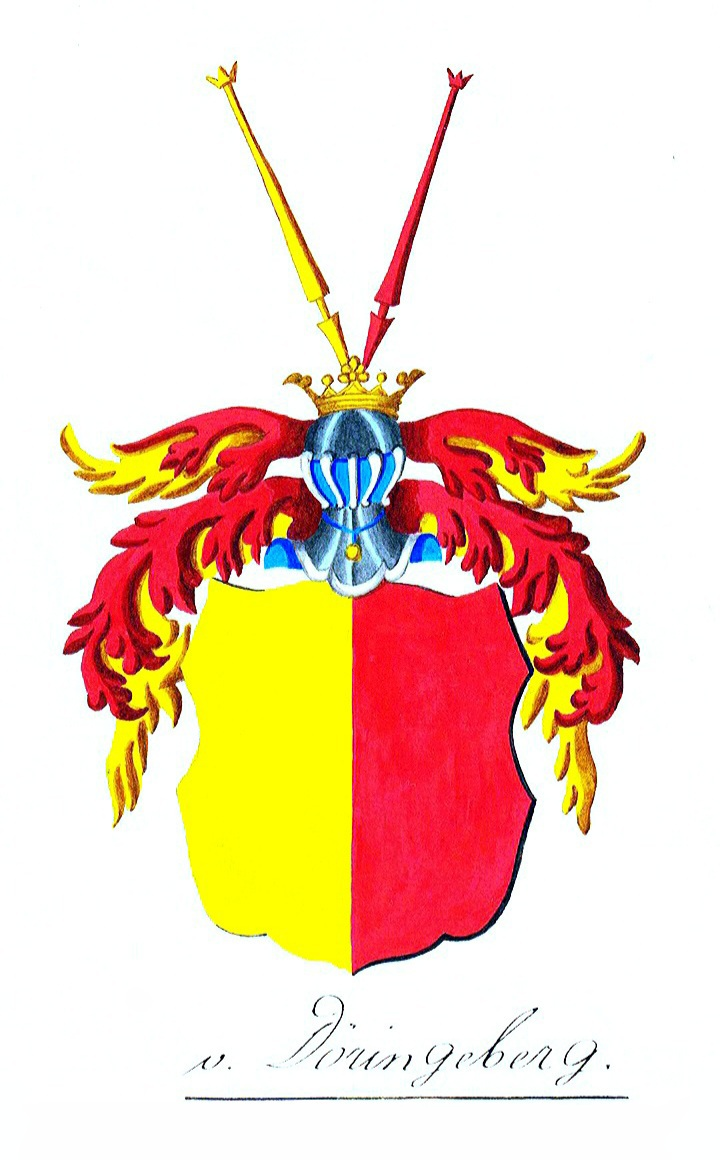
Représentation des armoiries de la famille vers 1865

Les armes de la famille se blasonnent ainsi Fendu par l'or et le rouge, deux casques avec des lambrequins de gueules et or, à droite deux lances de tournoi émoussées d'or, celle de droite dorée, celle de gauche rouge, à gauche deux lances de tournoi, dites lances couronnées avec manche coupé et bout à trois pointes, celle de droite rouge, celle de gauche dorée.[réf. nécessaire]

## Personnalités
- Johann von Dörnberg, fiancé de Sainte-Élisabeth en 1211
- Hans von Dörnberg (père), maréchal de Hesse, bailli à Homberg/Efze, 1416-1421 premier bailli du bureau de Ludwigstein
- Hans von Dörnberg (fils) (1427-1506), intendant de la Haute Hesse, reçoit le château d'Herzberg (de), le château d'Hausen (de) et Neustadt près de Marbourg (où il fait construire le château de Dörnberg (de) avec la tour Junker-Hansen) comme fief, repose à Friedberg, épitaphe dans l'église Sainte-Élisabeth de Marbourg[1].
- Hermann von Dörnberg (1496-1529), théologien (étudie à Erfurt et Wittemberg), réforme l'église de Breitenbach am Herzberg dès 1523, participe à la diète de Spire en 1529 en tant que serviteur du landgrave Philippe.
- Johann Caspar I von Dörnberg (de) (1616-1680), conseiller privé et président de chambre du landgrave de Hesse-Cassel, ambassadeur à Paris et à Vienne, est élevé à la dignité de baron par l'empereur Léopold le 16 avril 1663 à Vienne, avec attribution du titre "Bien né" à Ratisbonne, le 16 mars 1664.
- Johann Caspar II von Dörnberg (de) (1689-1734), envoyé à Ratisbonne, président du district de Cassel, puis sous le landgrave Frédéric - en union personnelle roi de Suède -, chef de la chancellerie hessoise à Thomary/Suède. Pour la première fois, le 18 avril 1732, Johann Caspar von Dörnberg est investi de la fonction de "maître cuisinier héréditaire" de Hesse.

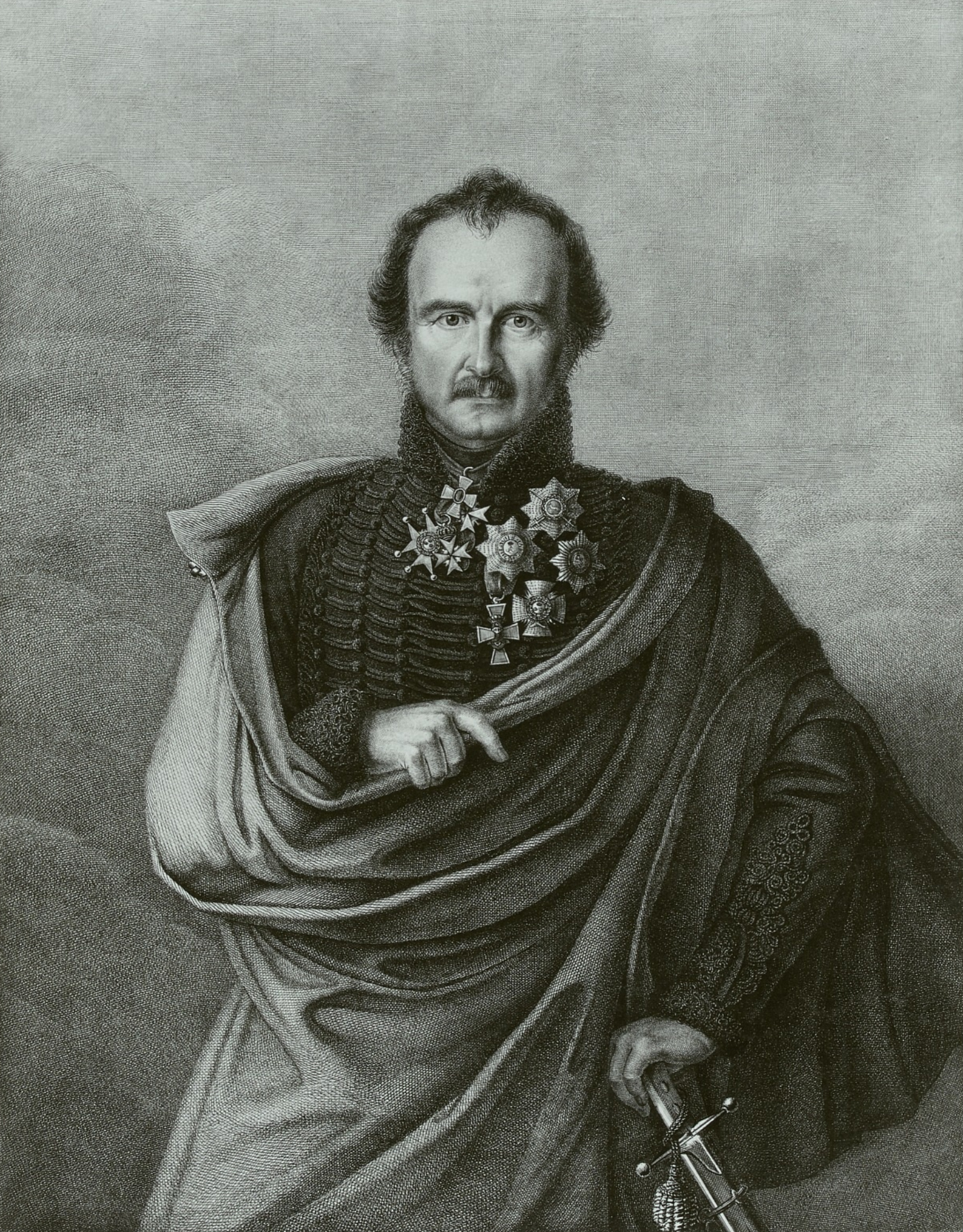
Wilhelm von Dörnberg (1768–1850), lieutenant général hanovrien, combattant hessois pendant les guerres napoléoniennes

- Wilhelm Ludwig von Dörnberg (de) (1691-1741), commissaire de l'empereur
- Wolfgang Ferdinand von Dörnberg (de) (1724-1793), fils de Johann Caspar II, ministre d'État du landgraviat de Hesse, ministre prussien de la Justice (sous Frédéric le Grand), président de la Cour de Chambre, 3e maître de cuisine héréditaire en Hesse.
- Wilhelm Ferdinand von Dörnberg (de) (1750-1783), président du gouvernement à Minden.
- Hans von Dörnberg (de) (1755-1803) juriste et chambellan
- Wilhelm Caspar Ferdinand von Dörnberg (1768-1850), lieutenant général royal hanovrien, ambassadeur, combattant hessois pendant les guerres napoléoniennes.
- Wilhelm von Dörnberg (de) (1781-1877), maître forestier et député hessois.
- Karl von Dörnberg (de) (1782-1850) président du gouvernement de la province de Fulda (de)
- Ernst Friedrich von Dörnberg (de) (1801-1878), chef de l'administration générale de Tour et Taxis, élevé au rang de comte à Vienne le 21 février 1865.
- Wilhelmine de Dörnberg (1803-1835) mariée le 24 août 1828 à Ratisbonne avec le prince Maximilien-Charles de Tour et Taxis (de).
- Moritz von Dörnberg (de) (1821-1912), député hessois
- Albert von Dörnberg (de) (1824-1915), administrateur de l'arrondissement de Siegen (de) et député du Reichstag
- Hermann von Dörnberg (de) (1828-1893), lieutenant-général prussien
- Heinrich von Dörnberg (de) (1831-1905), peintre d'histoire de l'école de Düsseldorf
- Ferdinand von Dörnberg (de) (1833-1902), lieutenant-général prussien
- Julius von Dörnberg (de) (1837-1922), administrateur de l'arrondissement de Cassel
- Hugo von Dörnberg (de) (1844-1930), propriétaire foncier et député de la Chambre des seigneurs de Prusse
- Karl von Dörnberg (de) (1854-1891), fonctionnaire administratif en province de Silésie et diplomate (conseiller de légation) au Japon
- Karl Albert Friedrich Hans von Dörnberg (de) (1863-1929), administrateur de l'arrondissement de Gersfeld et de l'arrondissement de Fulda, et député du parlement communal de l'électorat de Hesse
- Alexander von Dörnberg (de) (1801-1860), juriste et ministre hessois
- Alexander von Dörnberg (1901-1983), juriste, diplomate et chef de la SS

### Bibliographie

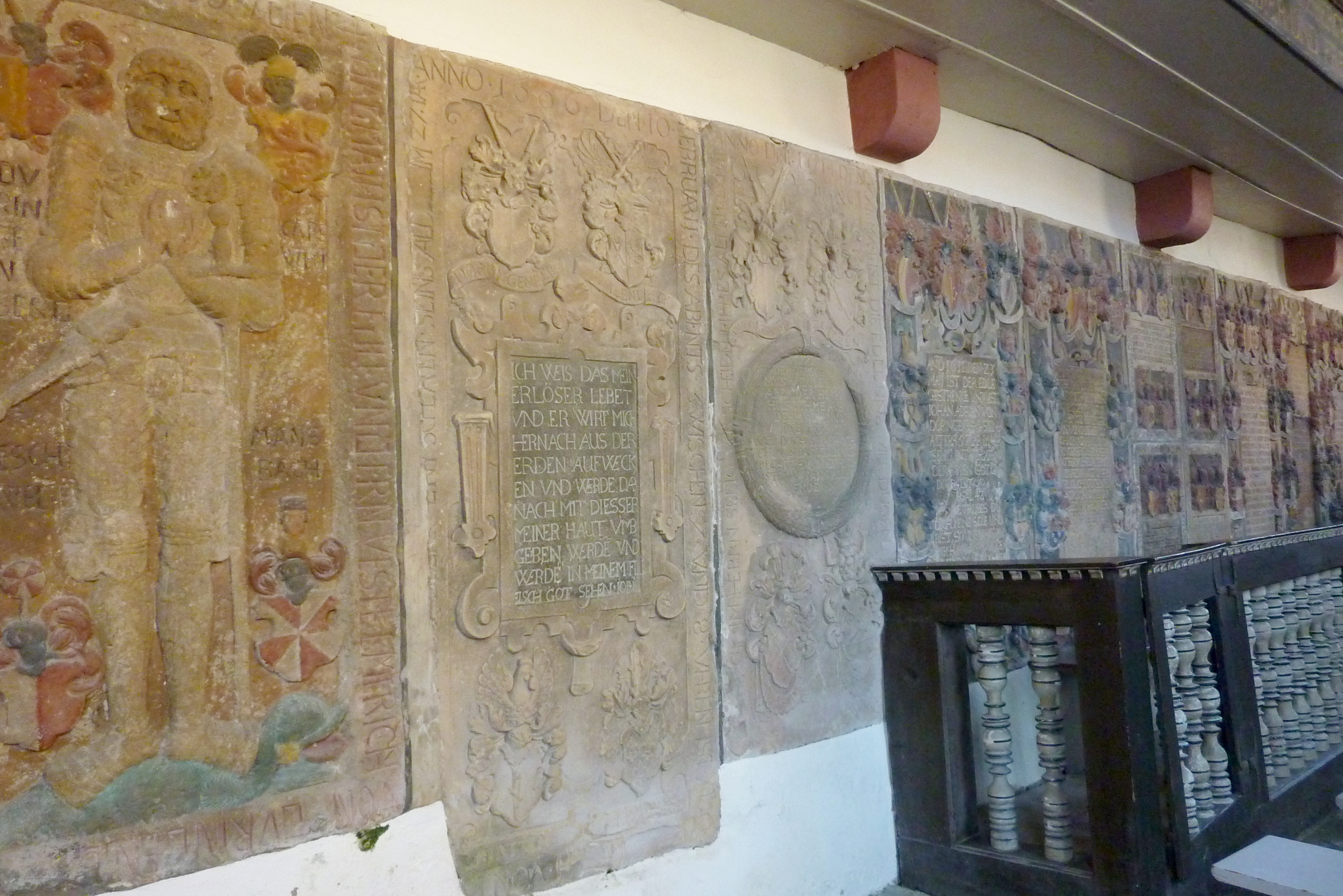
Épitaphes de Dörnberg dans la chapelle du

### Fonds d'archives
Les archives de la famille et de la direction de la famille von Dörnberg sont conservées en dépôt dans les archives d'État de Hesse à Marbourg (Bund 340 von Dörnberg).